# Jaideep Mazumdar

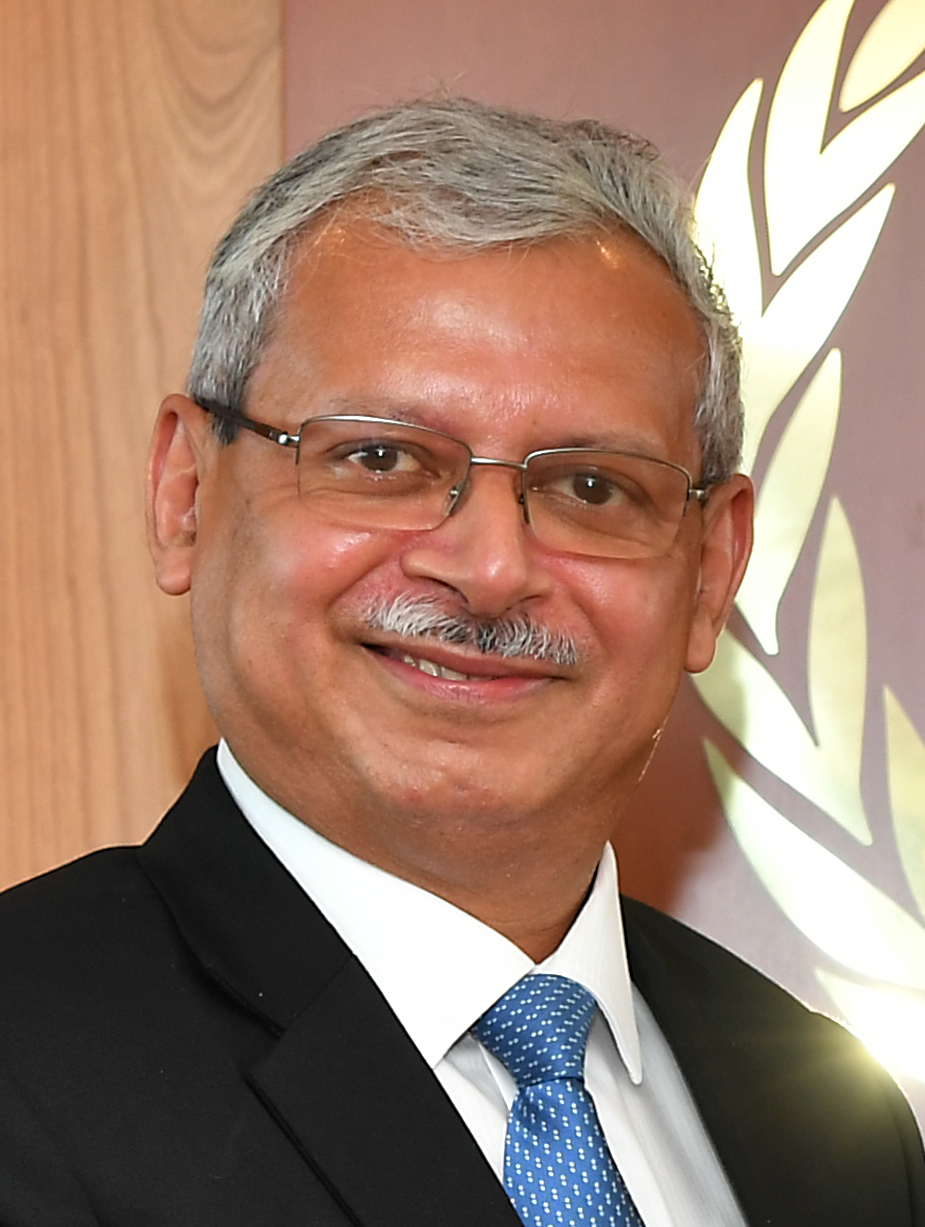
Jaideep Mazumdar (2020)

Jaideep Mazumdar ist ein indischer Diplomat. Seit 2020 ist er Botschafter Indiens in Österreich und Montenegro und Ständiger Vertreter bei den internationalen Organisationen in Wien.

## Leben
Mazumdar trat 1989 in den indischen diplomatischen Dienst ein. Es folgten Auslandsverwendungen am Generalkonsulat in Hongkong (Dritter Sekretär/Zweiter Sekretär, 1991–1993) und an der Botschaft in Peking (Zweiter Sekretär/Erster Sekretär, 1993–1996). Von 1997 bis 1999 war er stellvertretender Hochkommissar in Chittagong und kehrte anschließend nach Neu-Delhi zurück, wo er als stellvertretender Sekretär in das Büro des damaligen indischen Premierministers Atal Bihari Vajpayee abgeordnet wurde (1999–2002). Es folgten weitere Auslandsverwendungen an der Ständigen Vertretung in New York (Erster Sekretär/Botschaftsrat, 2002–2006), an den Botschaften in Kairo (Botschaftsrat, 2006–2008), Peking (Gesandter, 2008–2010) und Kathmandu (Gesandter, 2010–2014). Von 2014 bis 2017 war er Protokollchef im indischen Außenministerium.
2017 wurde Mazumdar zum indischen Botschafter auf den Philippinen ernannt und hatte dieses Amt bis 2020 inne. Am 29. April 2020 wurde er zum indischen Botschafter in Österreich und Montenegro und Ständigen Vertreter bei den internationalen Organisationen in Wien ernannt. Am 30. Juni 2020 überreichte er sein Beglaubigungsschreiben dem österreichischen Bundespräsidenten Alexander Van der Bellen und am 10. Juli 2020 dem Generaldirektor der Internationalen Atomenergie-Organisation (IAEO), Rafael Grossi.
Mazumdar ist verheiratet und hat zwei Kinder.